# Cosenza Calcio 1994-1995
Questa voce raccoglie le informazioni riguardanti il Cosenza Calcio nelle competizioni ufficiali della stagione 1994-1995.

## Stagione

Marco Negri, di nuovo a Cosenza dopo un anno a Bologna, sigla 19 gol in 34 gare di campionato.

Nella stagione 1994-1995 il Cosenza allenato da Alberto Zaccheroni disputa il dodicesimo campionato di Serie B della sua storia; Si è trattato del primo campionato cadetto che assegnava tre punti alla vittoria, nel tentativo di disincentivare il ricorso ai pareggi. La squadra cosentina ha ottenuto una incredibile salvezza al termine del torneo raggiungendo il quindicesimo posto con 42 punti ufficiali, di fatto 51 i punti raccolti, per via e malgrado, di una pesante penalizzazione di 9 punti inflittagli dalla Commissione d'Appello Federale, per delle accertate irregolarità amministrative. La squadra rossoblù è riuscita in questa impresa anche grazie alla vena realizzativa di Marco Negri rientrato a Cosenza dal prestito al Bologna, autore di 19 reti, che hanno contribuito al recupero sulle altre concorrenti, ed a bilanciare l'handicap di punti iniziale. In Coppa Italia subito fuori dal torneo per mano del Modena.

## Divise e sponsor
Lo sponsor tecnico per la stagione 1994-1995 fu Asics, mentre lo sponsor ufficiale fu Acqua Certosa.
| 1ª divisa | 2ª divisa |

## Organigramma societario
Area direttiva
- Presidente: Paolo Fabiano Pagliuso
- Direttore generale: Gianni Di Marzio
- Direttore sportivo: Roberto Ranzani
- Team Manager: Eugenio Caligiuri
- Segretario generale: Antonio Covino
- Segretari: Pierpaolo Chiarelli e Antonio Scarnati

Area tecnica
- Allenatore: Alberto Zaccheroni
- Allenatore in seconda e Primavera: Maurizio Guido
- Allenatore Primavera: Vincenzo Patania
- Preparatore atletico: Giancarlo Rao

Area sanitaria
- Medico sociale: Ippolito Bonofiglio ed Enrico Costabile
- Massaggiatori: Antonio Lanzaro e Sandro Vespasiani

## Rosa
| N. |                   | Ruolo | Calciatore          |
| -- | ----------------- | ----- | ------------------- |
|    | Italia (bandiera) | P     | Michele Albergo     |
|    | Italia (bandiera) | P     | Paolo Morlino       |
|    | Italia (bandiera) | P     | Giacomo Zunico      |
|    | Italia (bandiera) | D     | Rosario Compagno    |
|    | Italia (bandiera) | D     | Luigi Corino        |
|    | Italia (bandiera) | D     | Paolo Cozzi         |
|    | Italia (bandiera) | D     | Fabio Di Lauro      |
|    | Italia (bandiera) | D     | Ugo Napolitano      |
|    | Italia (bandiera) | D     | Giovanni Paschetta  |
|    | Italia (bandiera) | D     | Luca Perrotta       |
|    | Italia (bandiera) | D     | Andrea Poggi        |
|    | Italia (bandiera) | D     | Richard Vanigli     |
|    | Italia (bandiera) | D     | Paolo Ziliani       |
|    | Italia (bandiera) | C     | Antongiulio Bonacci |
|    | Italia (bandiera) | C     | Enrico Buonocore    |

| N. |                   | Ruolo | Calciatore         |
| -- | ----------------- | ----- | ------------------ |
|    | Italia (bandiera) | C     | Luca Carta         |
|    | Italia (bandiera) | C     | Silvio Casonato    |
|    | Italia (bandiera) | C     | Luciano De Paola   |
|    | Italia (bandiera) | C     | Luigi De Rosa      |
|    | Italia (bandiera) | C     | Franco Florio      |
|    | Italia (bandiera) | C     | Daniele Giraldi    |
|    | Italia (bandiera) | C     | Salvatore Miceli   |
|    | Italia (bandiera) | C     | Aldo Monza         |
|    | Italia (bandiera) | C     | Francesco Segreto  |
|    | Italia (bandiera) | C     | Ivan Tisci         |
|    | Italia (bandiera) | A     | Mario La Canna     |
|    | Italia (bandiera) | A     | Luigi Marulla      |
|    | Italia (bandiera) | A     | Marco Negri        |
|    | Italia (bandiera) | A     | Francesco Palmieri |

## Risultati

### Serie B

#### Girone di andata
| Arbitro: | Arena (Ercolano) |

|  |           |             |
|  | Marcatori | 90’ Bonaldi |

| Piacenza 11 settembre 1994 2ª giornata | Piacenza        | 0 – 0 | Cosenza | Stadio Galleana\| Arbitro: \| Nicchi (Arezzo) \| |
| Arbitro:                               | Nicchi (Arezzo) |       |         |                                                  |

| Arbitro: | Pellegrino (Barcellona Pozzo di Gotto) |

|               |           |  |
| Buonocore 90’ | Marcatori |  |

| Arbitro: | De Prisco (Nocera Inferiore) |

|                           |           |                       |
| Di Francesco 31’ Paci 34’ | Marcatori | 15’, 50’ (rig.) Negri |

| Arbitro: | Rosica (Roma) |

|           |           |           |
| Negri 65’ | Marcatori | 6’ Lunini |

| Arbitro: | Stafoggia (Pesaro) |

|              |           |                       |
| O. Russo 16’ | Marcatori | 73’ Marulla 90’ Negri |

| Arbitro: | Quartuccio (Torre Annunziata) |

|              |           |  |
| G. Rossi 80’ | Marcatori |  |

| Cosenza 23 ottobre 1994 8ª giornata | Cosenza              | 0 – 0 | Cesena | Stadio San Vito\| Arbitro: \| D. Messina (Bergamo) \| |
| Arbitro:                            | D. Messina (Bergamo) |       |        |                                                       |

| Arbitro: | Farina (Novi Ligure) |

|          |           |                        |
| Sgrò 25’ | Marcatori | 3’ Negri 76’ Paschetta |

| Cosenza 6 novembre 1994 10ª giornata | Cosenza            | 0 – 0 | Palermo | Stadio San Vito\| Arbitro: \| De Santis (Tivoli) \| |
| Arbitro:                             | De Santis (Tivoli) |       |         |                                                     |

| Arbitro: | Beschin (Legnago) |

|                                                       |           |                           |
| Pisano 12’, 74’ Ricchetti 16’ Tudisco 20’ Rachini 68’ | Marcatori | 15’ Buonocore 70’ Marulla |

| Arbitro: | Bonfrisco (Monza) |

|                                     |           |                 |
| Buonocore 7’ Palmieri 65’ Negri 73’ | Marcatori | 50’ Menolascina |

| Arbitro: | Gronda (Genova) |

|               |           |                    |
| Dal Canto 18’ | Marcatori | 37’ (rig.) Marulla |

| Cosenza 11 dicembre 1994 14ª giornata | Cosenza             | 0 – 0 | Fidelis Andria | Stadio San Vito\| Arbitro: \| Borriello (Mantova) \| |
| Arbitro:                              | Borriello (Mantova) |       |                |                                                      |

| Perugia 18 dicembre 1994 15ª giornata | Perugia           | 0 – 0 | Cosenza | Stadio Renato Curi\| Arbitro: \| Bonfrisco (Monza) \| |
| Arbitro:                              | Bonfrisco (Monza) |       |         |                                                       |

| Cosenza 23 dicembre 1994 16ª giornata | Cosenza             | 0 – 0 | Chievo | Stadio San Vito\| Arbitro: \| Amendolia (Messina) \| |
| Arbitro:                              | Amendolia (Messina) |       |        |                                                      |

| Arbitro: | Bettin (Padova) |

|          |           |                  |
| Negri 3’ | Marcatori | 87’ G. Ferazzoli |

| Arbitro: | Dinelli (Lucca) |

|             |           |  |
| Saurini 49’ | Marcatori |  |

| Arbitro: | Cesari (Genova) |

|           |           |  |
| Negri 72’ | Marcatori |  |

#### Girone di ritorno
| Arbitro: | Franceschini (Bari) |

|                            |           |                              |
| Cerbone 34’ Ambrosetti 78’ | Marcatori | 21’, 44’ Negri 64’ Buonocore |

| Arbitro: | Farina (Novi Ligure) |

|           |           |           |
| Negri 65’ | Marcatori | 39’ Centi |

| Arbitro: | Arena (Ercolano) |

|              |           |  |
| P. Poggi 53’ | Marcatori |  |

| Arbitro: | Trentalange (Torino) |

|                              |           |                           |
| Negri 62’, 90’ Buonocore 76’ | Marcatori | 38’ Paci 89’ (rig.) Tosto |

| Arbitro: | Racalbuto (Gallarate) |

|                          |           |                                         |
| F. Fermanelli 74’ (rig.) | Marcatori | 43’ Negri 66’ (aut.) Valoti 79’ De Rosa |

| Arbitro: | Brignoccoli (Ancona) |

|                         |           |             |
| Buonocore 63’ Monza 61’ | Marcatori | 2’ O. Russo |

| Arbitro: | Gronda (Genova) |

|           |           |  |
| Negri 89’ | Marcatori |  |

| Arbitro: | De Prisco (Nocera Inferiore) |

|  |           |                |
|  | Marcatori | 26’, 89’ Negri |

| Arbitro: | D. Messina (Bergamo) |

|  |           |           |
|  | Marcatori | 41’ Sesia |

| Arbitro: | Tombolini (Ancona) |

|                     |           |           |
| Campilongo 25’, 45’ | Marcatori | 67’ Negri |

| Cosenza 15 aprile 1995 30ª giornata | Cosenza                     | 0 – 0 | Salernitana | Stadio San Vito\| Arbitro: \| Cinciripini (Ascoli Piceno) \| |
| Arbitro:                            | Cinciripini (Ascoli Piceno) |       |             |                                                              |

| Ascoli Piceno 23 aprile 1995 31ª giornata | Ascoli        | 0 – 0 | Cosenza | Stadio Cino e Lillo Del Duca\| Arbitro: \| Rosica (Roma) \| |
| Arbitro:                                  | Rosica (Roma) |       |         |                                                             |

| Arbitro: | Treossi (Forlì) |

|                              |           |                           |
| Napolitano 51’ Buonocore 90’ | Marcatori | 20’ Lombardini 76’ Sartor |

| Arbitro: | Gronda (Genova) |

|                |           |               |
| N. Amoruso 13’ | Marcatori | 20’ Buonocore |

| Cosenza 14 maggio 1995 34ª giornata | Cosenza             | 0 – 0 | Perugia | Stadio San Vito\| Arbitro: \| Franceschini (Bari) \| |
| Arbitro:                            | Franceschini (Bari) |       |         |                                                      |

| Arbitro: | Tombolini (Ancona) |

|                      |           |  |
| Gentilini 23’ (rig.) | Marcatori |  |

| Arbitro: | Stafoggia (Pesaro) |

|           |           |           |
| Luiso 75’ | Marcatori | 57’ Negri |

| Arbitro: | Ceccarini (Livorno) |

|               |           |          |
| Buonocore 22’ | Marcatori | 10’ Ganz |

| Arbitro: | Rosica (Roma) |

|                    |           |             |
| Ripa 1’ Vasari 50’ | Marcatori | 26’ Marulla |

### Coppa Italia

#### Primo turno
| Arbitro: | Stafoggia (Pesaro) |

|                                   |           |                         |
| M. Pellegrini 3’, 10’ Paolino 13’ | Marcatori | 47’ Marulla 69’ Giraldi |

## Statistiche

### Statistiche di squadra
| Competizione | Punti        | In casa | In casa | In casa | In casa | In casa | In casa | In trasferta | In trasferta | In trasferta | In trasferta | In trasferta | In trasferta | Totale | Totale | Totale | Totale | Totale | Totale | DR |
| Competizione | Punti        | G       | V       | N       | P       | Gf      | Gs      | G            | V            | N            | P            | Gf           | Gs           | G      | V      | N      | P      | Gf     | Gs     | DR |
| ------------ | ------------ | ------- | ------- | ------- | ------- | ------- | ------- | ------------ | ------------ | ------------ | ------------ | ------------ | ------------ | ------ | ------ | ------ | ------ | ------ | ------ | -- |
| Serie B      | 42 (-9 pen.) | 19      | 6       | 11      | 2       | 17      | 12      | 19           | 5            | 7            | 7            | 21           | 23           | 38     | 11     | 18     | 9      | 38     | 35     | +3 |
| Coppa Italia |              | -       | -       | -       | -       | -       | -       | 1            | 0            | 0            | 1            | 2            | 3            | 1      | 0      | 0      | 1      | 2      | 3      | -1 |
| Totale       | -            | 19      | 6       | 11      | 2       | 17      | 12      | 20           | 5            | 7            | 8            | 23           | 26           | 39     | 11     | 18     | 10     | 40     | 38     | +2 |

### Statistiche dei giocatori[3]
| Giocatore     | Serie B  | Serie B | Coppa Italia | Coppa Italia | Totale   | Totale |
| Giocatore     | Presenze | Reti    | Presenze     | Reti         | Presenze | Reti   |
| ------------- | -------- | ------- | ------------ | ------------ | -------- | ------ |
| M. Albergo    | 3        | -3      | -            | -            | 3        | -3     |
| A. Bonacci    | 17       | 0       | 1            | 0            | 18       | 0      |
| E. Buonocore  | 29       | 8       | 1            | 0            | 30       | 8      |
| L. Carta      | 1        | 0       | -            | -            | 1        | 0      |
| S. Casonato   | 7        | 0       | -            | -            | 7        | 0      |
| R. Compagno   | 8        | 0       | -            | -            | 8        | 0      |
| L. Corino     | 14       | 0       | -            | -            | 14       | 0      |
| P. Cozzi      | 22       | 0       | 1            | 0            | 23       | 0      |
| L. De Paola   | 31       | 0       | 1            | 0            | 32       | 0      |
| L. De Rosa    | 29       | 1       | -            | -            | 29       | 1      |
| F. Di Lauro   | 11       | 0       | -            | -            | 11       | 0      |
| F. Florio     | 14       | 0       | 1            | 0            | 15       | 0      |
| D. Giraldi    | 7        | 0       | 1            | 1            | 8        | 1      |
| M. La Canna   | 1        | 0       | -            | -            | 1        | 0      |
| L. Marulla    | 25       | 4       | 1            | 1            | 26       | 5      |
| S. Miceli     | 34       | 0       | -            | -            | 34       | 0      |
| A. Monza      | 33       | 1       | 1            | 0            | 34       | 1      |
| P. Morlino    | 1        | -1      | -            | -            | 1        | -1     |
| U. Napolitano | 10       | 1       | 1            | 0            | 11       | 1      |
| M. Negri      | 34       | 19      | 1            | 0            | 35       | 19     |
| F. Palmieri   | 24       | 1       | -            | -            | 24       | 1      |
| G. Paschetta  | 8        | 1       | -            | -            | 8        | 1      |
| L. Perrotta   | 7        | 0       | 1            | 0            | 8        | 0      |
| A. Poggi      | 25       | 0       | 1            | 0            | 26       | 0      |
| F. Segreto    | 1        | 0       | -            | -            | 1        | 0      |
| I. Tisci      | 3        | 0       | -            | -            | 3        | 0      |
| R. Vanigli    | 35       | 0       | 1            | 0            | 36       | 0      |
| P. Ziliani    | 22       | 0       | -            | -            | 22       | 0      |
| G. Zunico     | 34       | -31     | 1            | -3           | 35       | -34    |